# Maica García

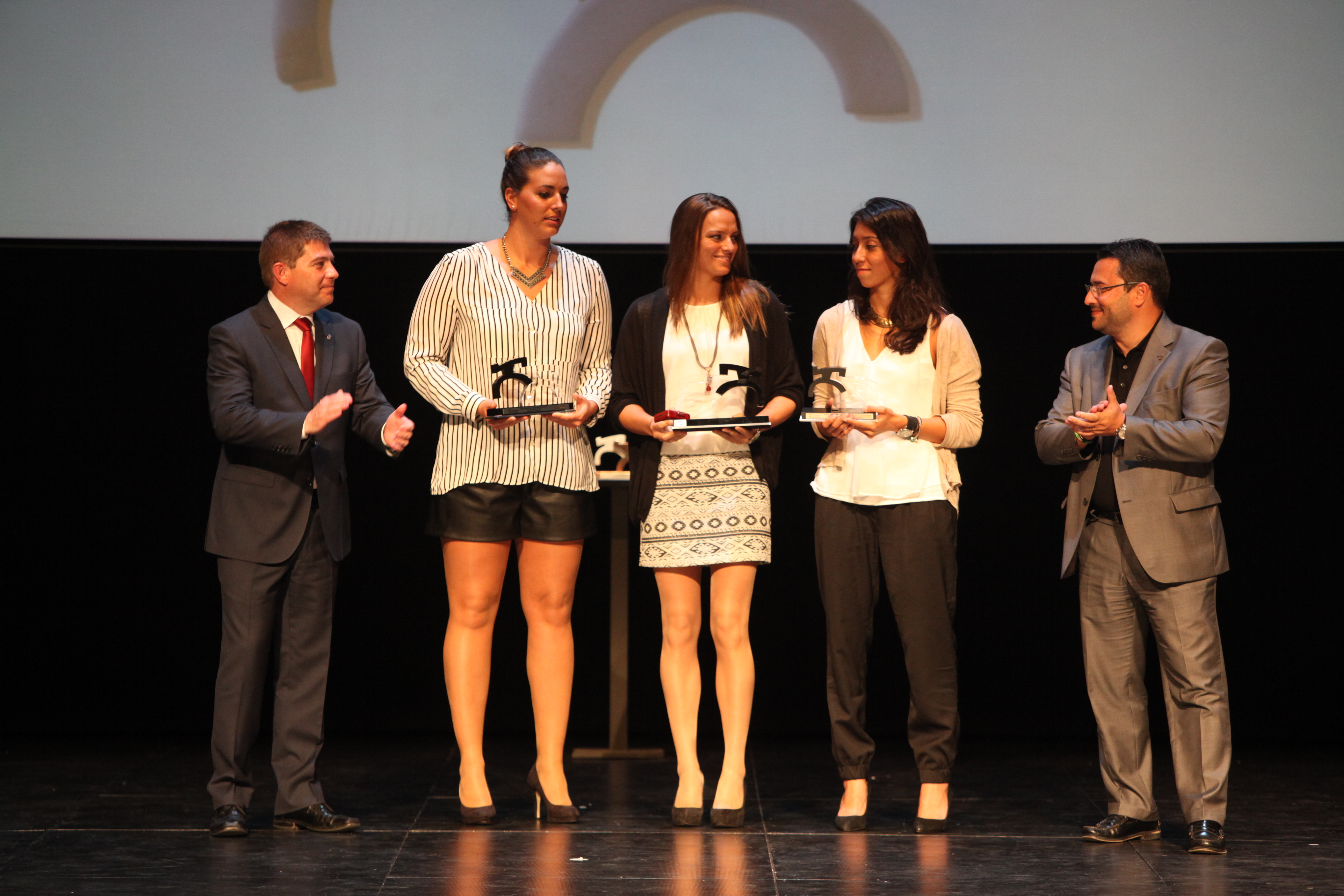
Drei Weltmeisterinnen von 2013 bei einer Ehrung im Jahr 2014 (von links nach rechts): Maica García, Jennifer Pareja, Matilde Ortiz

Maria del Carmen „Maica“ García Godoy (* 17. Oktober 1990 in Sabadell) ist eine spanische Wasserballspielerin. Die Olympiasiegerin von 2024 gewann 2012 und 2021 eine olympische Silbermedaille. 2013 war sie Weltmeisterin, 2014, 2020 und 2022 Europameisterin.

## Sportliche Karriere
Die 1,88 m große Center-Spielerin gewann mit der spanischen Nationalmannschaft bei den Olympischen Spielen 2012 in London ihre Vorrundengruppe vor dem US-Team, wobei der direkte Vergleich 9:9 endete. Mit Siegen über die Britinnen im Viertelfinale und über die Ungarinnen im Halbfinale erreichte die spanische Mannschaft das Finale gegen das US-Team. Diesmal gewannen die Amerikanerinnen mit 8:5. Maica García warf im Turnierverlauf sieben Tore, nur im Finale blieb sie torlos.
Im Jahr darauf trafen bei der Weltmeisterschaft 2013 die Spanierinnen und das US-Team bereits im Viertelfinale aufeinander und die Spanierinnen gewannen mit 9:6. Mit einem 13:12-Halbfinalsieg über Ungarn und einem 8:6-Finalsieg gegen Australien gewannen die Spanierinnen den Weltmeistertitel. Maica García warf neun Tore, davon zwei im Finale. 2014 bei der Europameisterschaft in Budapest gewannen die Spanierinnen ihre Vorrundengruppe wegen der besseren Tordifferenz trotz einer Niederlage gegen die Russinnen. Mit Siegen über die Ungarinnen im Halbfinale und die Niederländerinnen im Finale erspielten sich die Spanierinnen den Europameistertitel. García warf vierzehn Tore, davon drei im Finale. Bei den Olympischen Spielen 2016 in Rio de Janeiro erreichten die Spanierinnen nur den fünften Platz.
2018 siegte Spanien bei den Mittelmeerspielen in Taragona. Kurz darauf belegte die Mannschaft den dritten Platz bei der Europameisterschaft in Barcelona. Maica García warf im Turnierverlauf 17 Tore, davon eins gegen die Ungarinnen im Spiel um den dritten Platz. Bei der Weltmeisterschaft 2019 in Gwangju trafen im Finale Spanien und das US-Team aufeinander und die Amerikanerinnen gewannen mit 11:6. Im Januar 2020 siegten die Spanierinnen bei der Europameisterschaft in Budapest durch einen Finalerfolg über die Russinnen. Bei den 2021 ausgetragenen Olympischen Spielen in Tokio trafen die Mannschaften aus den Vereinigten Staaten und aus Spanien einmal mehr im Finale aufeinander, die Amerikanerinnen siegten mit 14:5. Maica García warf im Finale zwei Tore.
Die Jahre von 2022 bis 2024 zählten mit internationalen Medaillengewinnen in jedem Jahr zu den erfolgreichsten in der Geschichte des spanischen Wasserballs. Nach einem fünften Platz bei der Weltmeisterschaft 2022 siegten die Spanierinnen im Finale der Europameisterschaft 2022 in Rom mit 9:6 über die Griechinnen. 2023 erreichten die Spanierinnen das Finale der Weltmeisterschaft in Fukuoka und unterlagen erst im Penaltyschießen den Niederländerinnen, wobei García ihren Penalty verwandelte. 2024 standen sich die beiden Teams im Finale der Europameisterschaft in Eindhoven erneut gegenüber. Die Niederländerinnen siegten mit 8:7. Einen Monat später bei der Weltmeisterschaft in Doha entschieden die Spanierinnen das Spiel um Bronze gegen die Griechinnen mit 10:9 für sich. Bei den Olympischen Spielen in Paris gewannen die Spanierinnen alle sieben Partien, wobei das Halbfinale gegen die Niederländerinnen erst im Penaltyschießen entschieden wurde. Im Finale gegen die Australierinnen siegten die Spanierinnen mit 11:9, wobei García drei Treffer beisteuerte.
Maica García spielte von 2005 an beim spanischen Serienmeister CN Sabadell.